# Maison Gaudy
La maison Gaudy est un édifice situé à Granges-le-Bourg, en France.

## Localisation
L'édifice est situé sur la commune de Granges-le-Bourg, dans le département français de la Haute-Saône.

## Historique
L'édifice est inscrit au titre des monuments historiques en 2001.